# 몽골 국가 올림픽 위원회
몽골 국가 올림픽 위원회(몽골어: Монголын Үндэсний олимпийн хороо, 영어: Mongolian National Olympic Committee)는 몽골을 대표하는 국가 올림픽 위원회이다. IOC 코드는 MGL이다. 본부는 울란바토르에 있으며 아시아 올림픽 평의회에 소속되어 있다.
1956년에 설립했으며 1962년에 국제 올림픽 위원회의 승인을 받았다. 올림픽, 아시안 게임을 비롯한 국제 스포츠 대회에 참가하는 몽골의 선수들을 대표한다.